# Abyssic Hate
Abyssic Hate ist eine Depressive-Black-Metal-Band aus Australien, die 1993 gegründet wurde und wegen ihrer Ideologie und ihrer Zusammenarbeit mit Leuten aus dem neonazistischen Spektrum zum National Socialist Black Metal gezählt wird.

## Bandgeschichte
Abyssic Hate wurde 1993 durch den Australier Shane Rout gegründet, der unter anderem auch für Bands wie Deströyer 666, Blood Duster und Hecatomb spielte. Brad Johnson war Gastmusiker bei der Debütveröffentlichung Cleansing of an Ancient Race 1994 und spielte dort E-Gitarre. Die ersten drei Demo-CDs erreichten in der deutschen Untergrundszene eine große Popularität.
Die Band stand unter anderem bei Darker Than Black Records, das von Hendrik Möbus und dessen Bruder Ronald gegründet wurde, unter Vertrag. Dort erschien die EP Eternal Damnation. Zusätzlich zu seinem eigenen Label Southern Cross führte Rout Darker Than Black nach Möbus’ Flucht ins Ausland weiter und kündigte auch weitere Veröffentlichungen auf dem Label an. Man entschied sich jedoch das Label ruhen zu lassen.
Unter Vertrag steht die Band bei No Colours Records, das 2000 das bisher einzige Album Suicidal Emotions veröffentlichte; in der Zwischenzeit hatte die Band sich von einem darkthrone-inspirierten zu einem von Burzums Filosofem inspirierten Klang entwickelt. 2006 wurde eine Kompilation veröffentlicht, die die bisherige Karriere zusammenfasste. 2017 erschien The Source of Suffering, eine Neuauflage von Depression und Life Is a Pain in the Neck.
Für 2018 wurde eine Split-Veröffentlichung mit Absurd, der Band der Möbus-Brüder, angekündigt.

## Texte und Ideologie
Lyrisch behandeln die Stücke von Abyssic Hate Themen wie Depression, Suizid und Misanthropie, weshalb die Gruppe dem Depressive Black Metal zugerechnet wird. Allerdings zeigten sowohl Veröffentlichungen der Band als auch Äußerungen Routs auf deren Netzpräsenz von Beginn an eine ästhetische und ideologische Nähe zum Neonazismus: Das Demo Cleansing of an Ancient Race (dt. Säuberung einer alten Rasse) zeigt auf dem Cover eine an den Reichsadler angelehnte Zeichnung, in der das Hakenkreuz durch einen Drudenfuß ersetzt wurde, eine ähnliche Abbildung wurde auch als Cover für die 2006 erschienene Best-Of-Kompilation A Decade of Hate verwandt.
Auf der 1998 veröffentlichten EP Eternal Damnation findet sich mit The Victory Is Ours ein ins Englische übersetztes Cover des Liedes Der Sieg ist unser vom Album Facta Loquuntur der der NSBM-Szene zugehörigen Band Absurd; dieses erschien auch auf der Kompilation Tribute to Absurd von Silencelike Death Productions.
Routs Bandseite und das Dark Blaze/Into the Pentagram kündigten seine geplante Beteiligung an der 2003 erschienenen NSBM-Kompilation The Night and the Fog II – Hammer of National Socialist Black Metal der rechtsextremistischen Pagan Front, der die Band angehörte und dem sein Label Southern Cross nahestand, an, auf der die Band letztlich jedoch nicht auftauchte. 2003 kündigte er auf seiner Seite an, auf einer geplanten EP ein Lied der verbotenen deutschen Rechtsrock-Band Landser covern zu wollen.
Rout gründete nach der erneuten Inhaftierung Hendrik Möbus’ 2007 eine Kampagne zu dessen Freilassung, da er Möbus laut eigenem Bekunden seine musikalische Karriere verdanke.

## Diskografie

### Demos
- Cleansing of an Ancient Race (1994, Demo)
- Depression (1995, Demo)
- Life Is a Pain in the Neck (1996, Demo)
- Betrayed (1999, Demo)

### Alben
- Suicidal Emotions (2000, Wiederveröffentlicht 2004)

### EPs
- Eternal Damnation (1998, EP)

### Split-Veröffentlichungen
- United by Heathen Blood (1997, Split mit Det Hedenske Folk)
- Welcome to the Anarchy (2022, Split mit Absurd; Darker Than Black Records)

### Kompilationen
- A Decade of Hate (2006, Best-of)
- The Source of Suffering (2017, Neuauflage von Depression und Life Is a Pain in the Neck, limitiert auf 666 handnummerierte Exemplare)